# 上野哲也 (小説家)
上野 哲也（うえの てつや　1954年1月10日 - ）は、福岡県生まれの小説家。福岡県立田川高等学校卒業。1999年に「海の空 空の舟」で第67回小説現代新人賞を受賞。2001年「ニライカナイの空で」で第16回坪田譲治文学賞を受賞した。

## 著書
- 『ニライカナイの空で』講談社、2000年　のち文庫、青い鳥文庫
- 『雨を見たかい』講談社 2001年 「海の空空の舟」講談社文庫
- 『亀は行く』講談社 2002年
- 『その人を殺したのは』講談社 2008年
- 『五五五文字の巡礼 魏志倭人伝トーク 地理篇』講談社文庫 2012年